# 2013年1月逝世人物列表
2013年逝世人物列表：1月 - 2月 - 3月 - 4月 - 5月 - 6月 - 7月 - 8月 - 9月 - 10月 - 11月 - 12月
2013年1月逝世人物列表，是用于汇总2013年1月期间逝世人物的列表。

## 依日期排序

### 1日
- 曾忠義，65歲，台灣前桃園縣議會議長，罹患血癌惡化，病逝。[1]
- 帕蒂·佩奇（Patti Page），85歲，美國老牌女歌手，年老病逝。[2]
- 萊恩·佛瑞爾 (Ryan Freel), 36歲, 前美國職業棒球運動員. 死於自身鎗擊.[3]

### 2日
- 趙賢吉（韓語：조현길），48歲，韓國泰元娛樂副社長，電視劇《Iris》監製，燒炭自殺。[4]
- 瑪梅·睿爾登（Mamie Rearden），114歲，美國最老人瑞。[5]
- 鲁道夫·斯詹瓦尔德，奥地利足球门将，曾参加1958年世界杯足球赛。[6]

### 3日
- 剛葆璞，94歲，中華民國國民革命軍空軍中將，曾任空軍作戰司令，有「空軍偵照之神」美譽，病逝。[7]

### 4日
- 應韋文，39歲，台灣綜藝節目製作人，曾製作MUCH TV《世界大不同》，死於肝癌。[8]

### 5日
- 金炳昶，82歲，瀋陽曲藝團國家一級演員，著名相聲表演藝術家，瀋陽相聲非物質文化遺產代表性傳承人之一，死於心臟衰竭。[9]
- 也斯，64歲，本名梁秉鈞，香港作家，死於肺癌。[10]

### 6日
- 趙成珉（韓語：조성민），39歲，韓國棒球運動員、曾是日本職棒讀賣巨人隊投手和韓國演員崔真實前夫。[11]
- 雷哲·迪安（Reg Dean）110歲，英國最長壽的老人（2010年6月-2013年1月）。[12]
- 錦連，84歲，台灣詩人、翻譯家，本名陳金連, 病逝。[13]

### 7日
- 賈潤年，67歲，台灣幫派四海幫第五任幫主，病逝。[14]
- 李俊，91岁，中国第三代导演，曾执导《闪闪的红星》、《大决战》等电影。[15]
- 胡尔·侯赛，67岁，美国电视人、演员、制片人、作家、歌手、配音演员。[16]

### 8日
- 祁曉林，55歲，廣州市公安局副局長，上吊自殺。[17]

### 9日
- 詹姆斯·M·布坎南（James M. Buchanan），93岁，美国经济学家，1986年诺贝尔经济学奖得主。[18]
- 翟暖暉，93歲，香港作家，《廣角鏡》雜誌創辦人。[19]
- 藤田良雄，104歲，日本天文學家，東京大學名譽教授，死於心臟衰竭。[20]

### 10日
- 張瑞璋，47歲，曾任台灣柔道教練、裁判和國中、小學體育教師、主任。[21]

### 11日
- 亞倫·史瓦茲（Aaron Swartz），26歲，美國程式設計師、RSS規格起草者之一、社群新聞網站Reddit創始人，自殺身亡。[22][23][24]
- 阮庆，85歲，南越政治人物，前越南共和國總理，反共組織自由越南臨時政府主席。[25]

### 12日
- 大久保琴（大久保  琴），115歲，日本人、世界最高齡的女人瑞（2012年12月起）。[26]
- 艾雷迪，44歲，台灣漫畫家，曾創作過漫畫《蜥蜴超人》，病逝。[27]

### 13日
- 林家翹，98歲，中國數學家、天體物理學家，美國國家科學院、中科院、中研院第2屆(數理科學組)院士。[28][29]
- 瓦力，75歲，日本前眾議員。曾任防衛廳長官，肺炎病逝。[30]

### 14日
- 詹慧君，44歲，台中市新社區「薰衣草森林」創辦人之一，罹肺腺癌轉移腦部病逝。[31]
- 伍達倫，71歲，香港僱員再培訓局主席，香港理工大學校董會副主席, 肝癌病逝。[32][33]
- 周定一（语言学家），100岁，中国当代语言学家，中国社会科学院荣誉学部委员[34]。

### 15日
- 杨白冰，93岁，中共第十三届中央书记处书记、第十四届政治局委员、中央军委原秘书长、解放军总政治部原主任，楊尚昆之弟，病逝。[35]
- 大島渚，80歲，日本電影導演，肺炎病逝。[36]
- 丹尼爾·埃德爾曼（Daniel Edelman），92歲，美國企業家、著名公關公司始創人，心臟衰竭病逝。[37]
- 约翰·托马斯（英語：John Thomas），71岁，美国男子田径运动员，曾获1964年夏季奥林匹克运动会跳高银牌。[38]

### 16日
- 唐立民，89岁，中国力学家及教育家，大连理工大学原工程力学系教授。[39]
- 安德烈·卡薩涅（André Cassagnes），86歲，法國發明家，神奇畫板（Etch A Sketch）發明者。[40]

### 18日
- 张洁珣，90岁，中国妇联书记处原书记。因病逝世于北京。[41]

### 19日
- 李敏华，96岁，中国科学院院士，固体力学家。[42]
- 大鵬幸喜，72歲，前橫綱相撲力士，曾32次獲冠，創相撲史最高記錄。[43]
- 鄭祖（本名：鄭錦榮），51歲，香港演員，曾參與多部周星馳所導的電影，死於心臟病。[44][45][46]

### 20日
- 于是之，86岁，中国话剧演员。[47]
- 柴田豐（柴田 トヨ），101歲，日本女詩人，92歲才開始寫詩，詩集創下150萬冊銷售量。[48]

### 21日
- 春蓬·西巴阿差（泰語：、RTGS: Chumphon Sinlapa-a-cha），72歲，泰國副總理、旅遊與體育部部長，病逝。[49]
- 林端，56歲，國立台灣大學社会学系教授。[50]

### 22日
- 服部禮次郎，92歲，日本企業家，精工控股公司名譽董事長、財團法人交流協會前會長，心臟衰竭病逝。[51]

### 23日
- 楊德豫，85歲，中國大陸知名翻譯家，民國语言文字学家杨树达之子。[52]

### 24日
- 汤姆·克劳森(Tom Clausen)，89岁，前美国银行CEO，第六任世界銀行集團行长。[53]
- 邓正来，56岁，复旦大学社会科学高等研究院院长，教授，曾将哈耶克理论引入中国。[54]

### 25日
- 戎祥，44歲，台灣演員，心肌梗塞病逝。[55]

### 26日
- 安岡章太郎，92歲，日本小說家，老衰而死。[56]

### 27日
- 斯坦利·卡诺（Stanley Karnow），87岁，美国普利策奖得主、历史学家、记者。[57][58][59][60]
- 蔣觀德（Kuan-Teh Jeang），56歲，台灣中央研究院第二十七屆院士、美國國立衛生研究院傑出華裔科學家，病逝。[61][62]

### 28日
- 許良英，93歲，中國知名科學史家（專於愛因斯坦研究）、社會運動家。[63][64]
- 拿督莊友明，83歲，马来西亚男子羽毛球运动员。[65]
- 楊興，96歲，正師職離休干部、甘肅省武都縣人武部原部長。病逝。 [66]